# فيلهلم سوس
فيلهلم سوس (7 مارس 1895 - 21 مايو 1958) عالم رياضيات ألماني. كان مؤسس معهد أوبرولفاخ لأبحاث الرياضيات ومديره الأول.

## السيرة الشخصية
ولد فيلهلم سوس في فرانكفورت، ألمانيا، وتوفي في فرايبورغ إم بريسغاو ، ألمانيا الغربية .
حصل سوس على درجة الدكتوراه عام 1922 من جامعة غوته في فرانكفورت، عن أطروحة كتبها تحت إشراف لودفيغ بيبرباخ . في عام 1928، تولى منصب محاضر في جامعة جرايفسفالد ، وفي عام 1934 أصبح أستاذًا في جامعة فرايبورغ .
كان فيلهلم سوس عضوًا في الحزب النازي ورابطة المحاضرين الألمان الاشتراكيين الوطنيين ؛ انضم إلى منظمة الخوذة الحديدية لتجنب أن يُسجّل تلقائيًا في كتيبه العاصفة لكنه أصبح عضواً فيها لاحقًا. كان مدى عمله مع النازيين أو تعاونه معهم موضوع نقاش بين المؤرخين.   
في الفترة من 1936 – 1940 كان رئيس تحرير مجلة مجلة الرياضيات الألمانية Deutsche Mathematik .

## روابط خارجية
- فيلهلم سوس في شجرة علماء الرياضيات